# Солодовка (Волгоградская область)
Солодовка — село в Ленинском районе Волгоградской области, в составе Царевского сельского поселения.
Население — 389 (2010) человек.

## История
По состоянию на 1900 год село являлось волостным центром Солодовской волости Царевского уезда Астраханской губернии. Согласно Памятной книжке Астраханской губернии на 1914 год в селе проживали 2208 мужчины и 2202 женщины. За селом было закреплено 30 317 десятин удобной и 28 262 неудобной земли.
В 1919 году село в составе Царевского уезда было включено в состав Царицынской губернии. В 1928 году село включено в состав Ленинского района Сталинградского округа (округ упразднён в 1930 году) Нижне-Волжского края (с 1934 года — Сталинградского края), с 1936 года — Сталинградской области.

## Общая физико-географическая характеристика
Село расположено на берегу лимана, у левого берега реки Ахтуба, на границе Волго-Ахтубинской поймы и полупустынных областей Прикаспийской низменности, на высоте 11 метров ниже уровня мирового океана. На западе село граничит с посёлком Сарай. Почвенный покров комплексный: в Волго-Ахтубинской пойме распространены пойменные луговые и лугово бурые почвы, над поймой — солонцы (автоморфные) и Светло-Каштановые и Бурые пустынно-степные солонцеватые и солончаковые почвы.
По автомобильной дороге расстояние до областного центра города Волгограда составляет 76 км, до районного центра города Ленинска — 20 км, до административного центра сельского поселения села Царев - 2 км. Через село проходит региональная автодорога Астрахань — Волжский — Энгельс — Самара.
Климат
Климат резко-континентальный, засушливый (согласно классификации климатов Кёппена-Гейгера — Dfa). Среднегодовая температура воздуха положительная и составляет + 8,5 °C, средняя температура самого холодного месяца января - 7,6 °C, самого жаркого месяца июля + 24,7 °C. Расчётная многолетняя норма осадков — 352 мм. Наименьшее количество осадков выпадает в апреле (21 мм), наибольшее в июне (38 мм)
Часовой пояс
Солодовка, как и вся Волгоградская область, находится в часовой зоне МСК (московское время). Смещение применяемого времени относительно UTC составляет +3:00.

## Население
| 1900 | 1904 | 1908 | 1911 | 1914 | 2002 |
| ---- | ---- | ---- | ---- | ---- | ---- |
| 4878 | 4864 | 5110 | 4361 | 4410 | 466  |

| 2010 |
| ---- |
| 389  |